# Конвенто Монте Марија (Болцано)
Конвенто Монте Марија је насеље у Италији у округу Болцано, региону Трентино-Јужни Тирол.
Према процени из 2011. у насељу је живело 13 становника. Насеље се налази на надморској висини од 1327 м.